# モーニング (漫画雑誌)
『モーニング』は、講談社発行の週刊漫画雑誌。1982年9月9日号を創刊号として、隔週誌として創刊され（当初の誌名は『コミックモーニング』）、1986年4月から週刊化された。毎週木曜日発売。

## 概要
創刊号に向けては様々な媒体で広告を展開、『創刊号予告編』と称した無料PR誌も配布された。ポスターやテレビCMには舟木一夫、伊藤蘭を起用。発行部数は80万部でスタートした。
創刊時は、競合誌となる小学館『ビッグコミック』の作品傾向を分析し、ちばてつやを始めとしたベテラン執筆陣を揃えたが、創刊号の80万部から同年内に20万部まで部数が低下してしまう。その後「ビッグのコピーでは駄目だ」と編集方針を転換し、新人作家を積極的に起用することで発行部数を1986年時点で50万部まで増加させることに成功した
創刊以来、「読むと元気になる！」をキャッチフレーズとしている。これは創刊編集長の栗原良幸が考案したもので、「こういうものをやりますから、世間においてやってください。読んで元気にならないものはやりませんから。」という一種の仁義みたいなものと述べている。
現在はストーリー漫画・4コマ漫画などを中心とする型破りな作風で話題を呼ぶ作品を輩出しており、テレビドラマの原作となる作品が多い。また、成人が働くさまざまな職業をありのままに描いた「職業漫画」が多いのも特徴である。1990年代を通して、青年漫画のジャンルで漫画界をリードした。

### 派生誌の誕生
同時に『アフタヌーン』『イブニング』は本誌の増刊号から出発しており、それぞれの誌名の由来となっている。掲載作品がこれらの姉妹誌の間で移籍することも多い。かつては、『モーニングパーティー増刊』『モーニングカラフル増刊』『モーニングマグナム増刊』『モーニング新マグナム増刊（現・『イブニング』）』『別冊モーニング』という増刊号も存在した。現在は、『月刊モーニングtwo』を増刊号として発行中（前身の『モーニング2』1周年記念の際に小学館の『月刊IKKI』とコラボレーションを展開した）。

### WEB展開
インターネット上での展開では、1997年にウェブコミック誌『MORNING ONLINE』が開設されている。内容は講談社の漫画雑誌に掲載された作品の再配信と描き下ろし作品で構成されており、企業が配信するウェブコミック誌のさきがけとなった。なお『MORNING ONLINE』は1999年に定期配信を終了するが、2000年に『e-manga』として再度定期配信を開始し、2008年まで更新されていた。その他、これとは別に『モーニング』公式サイト内でも2008年頃よりウェブコミックを配信している。
2013年5月30日、モーニング、月刊アフタヌーン、イブニングの合同公式サイト『モアイ』が公開された。ほぼすべての連載作品の第1話試し読みが掲載され、オリジナル作品の連載も行われた。2019年8月1日、モーニング公式サイトがリニューアルし、掲載作品はコミックDAYSに移行した。その後しばらくモアイは存続したが、2023年3月末ごろに公開終了した。

## 掲載作品
2025年7月17日（2025年33号）現在連載中の作品。

### 毎週連載
| 作品名                                      | 作者（作画）     | 原作など                                               | 開始号             | 備考                               |
| ------------------------------------------- | ---------------- | ------------------------------------------------------ | ------------------ | ---------------------------------- |
| クッキングパパ                              | うえやまとち     | －                                                     | 1985年15号         |                                    |
| とりぱん                                    | とりのなん子     | －                                                     | 2005年21号         |                                    |
| GIANT KILLING                               | ツジトモ         | 綱本将也（原案・取材協力）                             | 2007年6号          |                                    |
| バトルスタディーズ                          | なきぼくろ       | －                                                     | 2015年6号          |                                    |
| 猫奥                                        | 山村東           | －                                                     | 2020年8号          |                                    |
| ボールパークでつかまえて!                   | 須賀達郎         | －                                                     | 2020年40号         |                                    |
| 焼いてるふたり                              | ハナツカシオリ   | －                                                     | 2020年43号         |                                    |
| ツイステッド・シスターズ                    | 山下和美         | －                                                     | 2021年29号         |                                    |
| 楽屋のトナくん                              | 矢部太郎         | －                                                     | 2021年42号         |                                    |
| シクジリンガーの猫                          | てらおか現象     | －                                                     | 2022年36・37合併号 |                                    |
| 平和の国の島崎へ                            | 瀬下猛           | 濱田轟天（原作）                                       | 2022年36・37合併号 |                                    |
| イクサガミ                                  | 立沢克美         | 今村翔吾（原作）                                       | 2023年2・3合併号   |                                    |
| 8月31日のロングサマー                       | 伊藤一角         | －                                                     | 2023年18号         |                                    |
| だんドーン                                  | 泰三子           | －                                                     | 2023年29号         |                                    |
| 二階堂地獄ゴルフ                            | 福本伸行         | －                                                     | 2023年38号         |                                    |
| ふたりソロキャンプ                          | 出端雄大         | －                                                     | 2024年2・3合併号   | 『イブニング』から移籍             |
| POLE STAR                                   | NON              | －                                                     | 2024年12号         |                                    |
| ドラマな恋は基本から                        | 榎本あかまる     | －                                                     | 2024年18号         |                                    |
| 異世界町工場無双 〜信頼と実績の異世界征服〜 | アビディ井上     | 見ル野栄司（原作）                                     | 2024年20号         |                                    |
| 票読みのヴィクトリア                        | オキモト・シュウ | 鈴木コイチ（原作） 鈴鹿久美子（原案・監修）            | 2024年29号         |                                    |
| よき法律家は悪しき隣人                      | 菅原こゆび       | 那珂川（原作協力） 後藤亜由夢（監修）                  | 2024年32号         |                                    |
| 織田ちゃんと明智くん                        | 常盤ギヨ         | －                                                     | 2024年33号         |                                    |
| アパレルドッグ                              | 林田もずる       | －                                                     | 2024年34号         |                                    |
| 龍と霊 -DRAGON＆APE-                        | 東直輝           | 久正人（原案）                                         | 2024年38号         |                                    |
| CITY                                        | あらゐけいいち   | －                                                     | 2025年2・3合併号   | 2016年44号 - 2021年10号でも連載    |
| 宙飛ぶバイオリン                            | 三原和人         | －                                                     | 2025年14号         |                                    |
| 接待麻雀課                                  | 後藤悠太         | 奥山響介（原作） 新川帆立（原案） 黒木真生（闘牌監修） | 2025年24号         | 原案小説のタイトルは『接待麻雀士』 |

### 隔週連載
| 作品名            | 作者（作画） | 原作など | 開始号     | 備考                     |
| ----------------- | ------------ | -------- | ---------- | ------------------------ |
| 宇宙兄弟          | 小山宙哉     | －       | 2008年1号  | 当初は毎週連載           |
| 出禁のモグラ      | 江口夏実     | －       | 2021年19号 | 当初は毎週連載           |
| 社外取締役 島耕作 | 弘兼憲史     | －       | 2022年17号 | 『島耕作』シリーズの続編 |

### 月一連載
- きのう何食べた?（よしながふみ）
- 「壇蜜」（清野とおる）：2025年4・5合併号 - [10]
- 定額制夫の「こづかい万歳」〜月額2万千円の金欠ライフ〜（吉本浩二）：2019年45号 -

### その他（不定期）
- いきものがたり（松本ひで吉）：2023年21号 - 、『イブニング』から移籍[11]
- 落合博満のオレ流転生（原作：宮川サトシ、川）：2024年17号 - 2024年26号（シーズン1）、2024年44号 - 2025年2・3合併号（シーズン2）、2025年23号 - 2025年31号（3）
- グラゼニ 〜大リーグ編〜（原作：森高夕次、漫画：足立金太郎）：2022年2・3合併号 - 『グラゼニ』シリーズの続編
- 昭和のグラゼニ（川 / 原作：森高夕次）：2021年45号 - 2022年1号（第1部）、2022年14号 - 2022年22・23合併号（第2部）、2022年36・37合併号 - 2022年46号（第3期）、2023年10号 - 2023年19号（第4期）、2023年33号 - 2023年43号（第5期）、2024年4・5合併号 - 2024年15号（第6期）、2024年32号 - 42号（第7期）、2025年7号 - 2025年18号（第8期）、2025年33号 - （第9期）『グラゼニ』シリーズのスピンオフ作品
- マンガ サ道〜マンガで読むサウナ道〜（タナカカツキ）：第1部 2015年7号 - 2006年1号まで月一連載 - 2017年28号、第2部 2019年24号 - 2019年46号、第3部 2020年41号 - 2020年50号、2025年2・3合併号 -
- そのモガリは熱を知らない（NICOMICHIHIRO）：2021年26号 -
- 鉄血キュッヒェ（中島三千恒 / 設定協力：白土晴一）：2022年7号 -
- バッドベイビーは泣かない（鳥飼茜）：第1部 2024年31号 - 2024年39号[12]、第2部 2024年46号[13] -
- ブラックカラー 〜悪の組織をマネジメント〜（原作：原理、福田泰宏）：2024年25号 - 2024年30号（シーズン1）、2025年1号[14] -
- 望郷太郎（山田芳裕）：2019年40号 - 、当初は毎週連載
- もうひとつのピアノの森 整う音（一色まこと）：2025年4・5合併号 - 2025年13号（第1期）[15]、2025年30号[16] - （第2期）

### モアイWebオリジナル連載作品
- 大人のそんな奴ァいねえ!!（駒井悠）：2014年6月25日 - 『月刊アフタヌーン』で連載された『そんな奴ァいねえ!!』の続編
- 夜廻り猫（深谷かほる）：2017年2月2日 -

### 休載中
- OL進化論（秋月りす）
- 絶賛セカイメシ 〜食べればこの世のすべてがわかる〜（Boichi）：2022年20号 - 2022年22・23合併号
- 天才柳沢教授の生活（山下和美）当初は毎週連載、隔週連載を経て、月1回連載
- バガボンド（井上雄彦 / 吉川英治）当初は毎週連載
- 働きマン（安野モヨコ）当初は毎週連載
- 不思議な少年（山下和美） - 『月刊モーニングtwo』に移籍後、2020年42号に再掲載
- レディ・ロウと7日の森（一色まこと）：2020年24号 - 当初は毎週連載

### 過去の連載作

#### あ行
- ああ播磨灘（さだやす圭）
- 嗚呼!祐天寺家（亜月裕）
- アイアンバディ（左藤真通）：2016年35号 - 2017年18号→以降は番外編を短期集中連載
- あいしてる（守村大）
- Iターン（大月閑人 / 福沢徹三）：2019年11号 - 2020年1号
- 逢いたくて、島耕作（諏訪符馬 / 弘兼憲史）：2023年15号 - 2024年25号 ※『島耕作』シリーズのスピンオフ[17]
- 愛の殺人者 渇きのセイ（能條純一）
- アイリウム（小出もと貴）
- アオダモソウル（松崎真風）：2014年11号 - 2014年14号 ※短期集中連載
- 赤いドレスの男（高口里純）
- アキオ紀行バリ（深谷陽）
- アキオ無宿ベトナム（深谷陽）
- アクター（かわぐちかいじ）
- 浅倉家騒動記（桝田道也）
- 味満亭（大野真志郎）
- 明日美（あすみ現代編）（三浦みつる）
- あせとせっけん（山田金鉄）：2019年44号 - 2021年6号←『Dモーニング』より移籍
- あっぱらさいと（英恵）
- あっ晴れ（吉川壽一）
- アパートの鍵あいてます（松苗あけみ）
- 雨ニモ負ケズ（川崎のぼる）
- アメリカなんて大きらい!（高梨みどり）
- アララギ特急（かわぐちかいじ）
- 有賀リエ連作集 工場夜景（有賀リエ）：2022年13号 - 2022年20号
- アレルゲン（仲佐佳郎）
- アングリー・アングラー（亘一茂）
- U-31（吉原基貴 / 綱本将也）
- アンメット-ある脳外科医の日記-（大槻閑人 / 子鹿ゆずる）：2021年2・3合併号 - 2024年33号
- イカル（谷口ジロー / メビウス）
- イカロスの山（塀内夏子）
- 意気に感ず（かわぐちかいじ / 吉田悠二郎）
- 李さんちの物語（黄美那）
- いちえふ 福島第一原子力発電所案内記（竜田一人） - 第34回MANGA OPEN大賞受賞作
- イチケイのカラス（浅見理都）：2018年24号 - 2019年14号
- イナンナ（岡野玲子）
- 犬神もっこす（西餅） - 「もーたま。」作品枠からの『劇研もっこす』を改題して正式連載昇格
- 威風堂々（山本おさむ）
- 異法人（山本松季）
- いよっおみっちゃん（山田芳裕）
- インビンシブル（瀬下猛）：2021年10号 - 2022年20号
- インベスター（三田紀房）：2013年28号 - 2017年29号
- う（ラズウェル細木）
- ウェンディ（松本次郎）
- ウォッカ・タイム（片山まさゆき）
- 牛のおっぱい（菅原雅雪）
- 宇宙探偵ピョートル（青空大地）
- 海の境目（桃山アカネ）：2019年31号 - 2019年36・37合併号 ※短期集中連載
- 営業の牧田です。（かわすみひろし）
- 80=18（岩淵竜子）：2022年40号 - 2023年45号
- 駅員ジョニー（高橋のぼる / 末田雄一郎）
- 駅前の歩き方（森田信吾）
- ES -Eternal Sabbath-（惣領冬実）
- 江戸恋もよう（わたせせいぞう）
- 江戸の告白（昌原光一）
- えの素（榎本俊二）
- エマージング（外薗昌也）
- エマは星の夢を見る（高浜寛 / エマニュエル・メゾンヌーヴ・ジュリア・パヴローヴィッチ / 協力:㈱フランス著作権事務所）：2017年18号 - 2017年27号
- エルフ甲子園（若槻ヒカル）：2021年35号 - 2021年45号→『コミックDAYS』・『Dモーニング』に移籍
- エレキング（大橋ツヨシ）
- 猿王（仲能健児）
- エンゼルバンク-ドラゴン桜外伝-（三田紀房）
- えんまさんちのケルベロス（リベンセイ）：2019年43号 - 2021年8号←『コミックDAYS』より移籍
- おいでませ鶴亀堂（とりうみ詳子）
- 王狩（青木幸子）
- 黄金鳥 Shangri-La Bird（ミヤマサンゴ）：2015年28号 - 2015年30号 ※第67回ちばてつや賞一般部門ちばてつや大賞受賞作品を3号かけて掲載
- 大いなる完（本宮ひろ志）
- 大阪豆ゴハン（サラ・イイネス）
- OH!MYコンブ ミドル（かみやたかひろ / 監修：秋元康）：2021年7号 - 2022年17号 ※月一連載、『OH!MYコンブ』の続編
- おかしな2人（さだやす圭 / やまさき十三）
- おサルの親子だホイサッサ（安井雄一）
- おせん（きくち正太）→『イブニング』に移籍
- Order-Made（高梨みどり）
- オッドスピン（菅野カラン）：2023年27号 - 2023年36・37合併号→『モーニング・ツー』に移籍
- おとこ女おんな男（阿部秀司）
- 男たち（ちばてつや）
- 男のいろは（とがしやすたか）
- 大人だね、山チー（なめぞう）
- 踊れ獅子堂賢（常喜寝太郎）：2022年16号 - 2024年1号
- オバケ（畑中純）
- オフィス北極星（中山昌亮 / 真刈信二）
- OPEN MIND（芳崎せいむ）
- 思い出してしまうこと（イッセー尾形 / 太田博）
- 主（おも）に泣いてます（東村アキコ）
- お役所バイト物語（中島いずみ）
- お山の大将（山崎享祐）
- オリンピックの世紀（鎌田洋次 / 春場州太夢）
- オンサイト!（尾瀬あきら）

#### か行
- girl's-talk（荒井瑞貴）
- 快感温泉（くらしな涼子）
- 会長 島耕作（弘兼憲史）
- 怪盗ルヴァン（オキモト・シュウ / 亜樹直）
- 薫の秘話（松田洋子）
- ガカバッカ（赤堀君）：2017年48号 - 2018年15号→『コミックDAYS』に移籍
- ガキおやじ（いがらしみきお）
- 書きくけこ（くさか里樹 / 監修：吉川壽一）
- ガクサン（佐原実波）：2022年1号 - 2022年52号→『コミックDAYS』に移籍
- かぐや草紙（あべこうじ）
- ガケップチ・カッフェー（大前田りん）
- カザフスタン旅行団（駒井悠）
- 一生!（太田垣康男）
- カスハガの世界（みうらじゅん）
- 風と雷（市川海老蔵 / 樹林伸 / 星野泰視）
- 風と剣（内山まもる / 高橋三千綱）
- 風とマンダラ（立川志加吾）
- 課長 島耕作（弘兼憲史）
- カッチャマン（若菜康弘）
- 飼ってない猫（関口かんこ） - 『コミックDAYS』と並行掲載
- カネが泣いている（国友やすゆき）
- カネもうけ最前線饅頭こわい（すがやみつる / 安田二郎）
- カバチタレ!（東風孝広 / 田島隆）
- カバチ!!! -カバチタレ!3-（東風孝広 / 田島隆）：2013年9号 - 2021年42号 ※『カバチタレ!』シリーズの続編
- かぶく者（たなか亜希夫 / デビット・宮原）
- 神の獣（巴啓祐）
- 神の雫（オキモト・シュウ / 亜樹直）
  - マリアージュ 〜神の雫 最終章〜（オキモト・シュウ / 亜樹直）：2015年26号 - 2020年46号 ※『神の雫』の続編
  - 神の雫 deuxième（オキモト・シュウ / 亜樹直）：2023年43号 - 2024年20号 ※『神の雫』シリーズの続編[18]
- 臥夢螺館（福山庸治）
- かめ!（ながいさわこ）
  - かめ²
- カレチ（池田邦彦）
- 彼は友達（浦野月鼓）：2025年12号 - 2025年24号→『コミックDAYS』に移籍[19]、読み切りが連載化[20]
- 考える犬（守村大）
- 艦隊のシェフ（池田邦彦 / 萩原玲二 / 藤田昌雄）：2021年43号 - 2024年36・37合併号→『コミックDAYS』に移籍[21]
- 鑑定眼 もっとも高価な死に方（後藤悠太 / 楠本寛樹）：2021年35号 - 2022年14号→『コミックDAYS』に移籍
- 紅の海域（青柳裕介 / 浅利龍平）[要出典]
- 北のライオン（わたせせいぞう）
- 喜の拒絶（ザ・サラダクラブ）
- 気分は形而上（須賀原洋行）
- キマイラ（八坂考訓 / 戸田幸宏）
- 奇妙なボーダーライン（斉藤富士夫）
- 喜郎（ヴァレンヌ）
- 逆光の頃（タナカカツキ）
- ギャングース（肥谷圭介 / 鈴木大介（ストーリー共同制作、原案：『家のない少年たち』太田出版刊）：2013年14号 - 2017年6号
- ギャンブルレーサー（田中誠）
- 給食漫談（実川ジツコ）
- 凶獣よ荒野へ（滝直毅 / 湯浅ひとし）
- 暁星記（菅原雅雪）
- きょうだい沼（友沢ミミヨ）
- 今日は元気か（永松潔）
- 今日もベランダで（糸川一成 ）：2022年42号 - 2024年35号→『Dモーニング』・『コミックDAYS』に移籍[22]
- KILLER APE（河部真道）：2018年48号 - 2019年48号
- キリコ（木葉功一）
- 銀座からまる百貨店 お客様相談室（鈴木マサカズ / 原案協力：関根眞一）：2015年39号 - 2016年36・37合併号
- 空室あります（やまあき道屯）
- グッドラックシティ（谷口ジロー / 関川夏央）
- 熊野先生（八樹裕）
- 雲出づるところ（土田世紀）
- 雲にのる（本宮ひろ志）
- くらすっぞ（くさのたかし）
- グラゼニ（アダチケイジ / 森高夕次）
  - グラゼニ 〜東京ドーム編〜：2014年43号 - 2018年11号
  - グラゼニ 〜パ・リーグ編〜（足立金太郎 / 森高夕次）：2018年17号 -2021年38号
- グランドステーション（池田邦彦）：2015年48号 - 2016年41号
- GREGORY HORROR SHOW 〜Another World〜（鈴木小波 / イワタナオミ）
- クレムリン（カレー沢薫） - 『月刊モーニングtwo』と並行連載していた時期あり
- 黒鉄<KUROGANE>（冬目景）→「黒鉄・改 KUROGANE-KAI」に改題して『グランドジャンプ』（集英社）に移籍
- クロ號（杉作）
- Glaucos/グロコス（たなか亜希夫）
- 黒博物館シリーズ（藤田和日郎）
  - 黒博物館 スプリンガルド
  - 黒博物館ゴースト アンド レディ
  - 黒博物館 三日月よ、怪物と踊れ：2022年15号 - 2023年42号
- 黒騎士物語外伝（小林源文）
- クンツ（アンドレアス・ディアッセン）
- 警察署長（たかもちげん）（『こちら本池上署』の原案）
- 警察署長（やぶうちゆうき / 高原泉 / たかもちげん）→『イブニング』に移籍
- 警視庁草紙 -風太郎明治劇場-（東直輝 /山田風太郎）：2021年41号 - 2023年24号→『Dモーニング』と『コミックDAYS』に移籍[23]
- 外科医花隈吾郎24時（まるいミカ） - 『イブニング』に移籍
- ケシゴムライフ（羽賀翔一）
- 決してマネしないでください。（蛇蔵）：2014年24号読切、2014年28号 - 2016年1号
- 結婚の研究（神奈幸子）
- 結婚星（山本康人）
- 検察官キソガワ（鈴木あつむ）
- 憲史・くらたまのゴージャスめし（弘兼憲史・倉田真由美）
- ケンとメリー（吉田聡）
- 恋するもも（高橋のぼる）
- 甲組の徹（池田邦彦）：2014年17号読切2015年6号、15号、33号、34号、47号 ※不定期連載
- GoGo!イブニング（倉田真由美）
- コウノドリ（鈴ノ木ユウ）：2012年35号 - 2020年23号
  - コウノドリ 新型コロナウイルス編（鈴ノ木ユウ）：2022年22・23合併号 - 2022年32号
- 古稀堂物語（三山のぼる / 佐和みずえ）
- 国民クイズ（加藤伸吉 / 杉元伶一）
- COCORO〈心〉（かわぐちかいじ）
- 個人差あり〼（日暮キノコ）：2018年51号 - 2019年49号→『コミックDAYS』・『現代ビジネス』に移籍
- 子育てデレデレ日記（はるな檸檬）『FRaU』とのコラボレーション
- こたつむり伝説（木村千歌）
- こちらツカハラ探偵事務所（塚原洋一）
- コッコちゃん（国友やすゆき）
- 骨董屋優子（三山のぼる / 佐和みずえ）
- 子供はわかってあげない（田島列島）
- この女に賭けろ（夢野一子 / 周良貨）
- この会社に好きな人がいます（榎本あかまる）：2019年14号 - 2023年9号 ※2020年16号から毎号連載
- この度はご愁傷様です（宮本福助）
- GOLDEN LUCKY（榎本俊二）
- コロボックル（花輪和一）
- ゴン（田中政志）
- 昆虫探偵ヨシダヨシミ（青空大地）
- こんな女と暮らしてみたい（内山まもる / 高橋三千綱）
- コンプレックス・エイジ（佐久間結衣）：2014年25号 - 2015年27号 ※第63回ちばてつや賞一般部門入選作品を連載化

#### さ行
- 菜シリーズ（わたせせいぞう）
- サイクリーマン（原田尚）：2019年25号 - 2020年8号
- 自転車野郎（米田達郎）：2015年26号 - 2015年33号
- サイコドクター（的場健 / 亜樹直）
- サイコドクター楷恭介（オキモト・シュウ / 亜樹直）
- 西遊妖猿伝 西域編（諸星大二郎）→『月刊モーニングtwo』に移籍
- サイレーン（山崎紗也夏）
- サガラ 〜Sの同素体〜（かわぐちかいじ / 真刈信二）：2018年36・37合併号 - 2021年11号
- ザカリフラワーズトーク（もん）
- SAKURA TABOO（猫田ゆかり）※第62回ちばてつや賞一般部門入選作『黒い紋章』（2014年7号掲載）を改題・連載化
- Sunny Sunny Ann!（山本美希）
- さばおり劇場（いがらしみきお）
- THE BIG BOSS（末松正博 / KOZO）
- サラリーマンZ（石田点 / NUMBER8）2023年40号 - 2025年26号→『コミックDAYS』に移籍[24]
- サングラスパパ（ピオットゥル）
- Thunderbolt Fantasy 東離劍遊紀（佐久間結衣 / 虚淵玄）：2016年34号 - 2017年19号
- 3年目の田中さん（英恵）
- 山遊亭海彦（さだやす圭 / 立川談四楼）
- G.I.D（庄司陽子）
- 幸せであるように（青木健）
- JKさんちのサルトルさん（さのさくら / 大間九郎）：2021年18号 - 2021年49号
- 仕掛暮らし（山田芳裕 / 池波正太郎）：2018年41号 - 2018年43号 ※短期集中連載
- 私家版鳥類図譜（諸星大二郎）
- 始皇（鄭問）
- ジジジイ-GGG-（小山宙哉）
- 獅子のごとく（さだやす圭 / 大谷昭宏）
- 市長への手紙（アレックス・バルビエ）
- 疾風の勇人（大和田秀樹）：2016年9号 - 2017年27号
- 実録!関東昭和軍（田中誠）
- ジドリの女王 〜氏家真知子 最後の取材〜（トウテムポール）：2022年41号 - 2023年50号→『コミックDAYS』・『Dモーニング』に移籍[25]
- ジナス（吉田聡 / プロット共同制作：ビッグ・オー）
- 柴王（布浦翼）
- しばたベーカリー（鵜飼りん）※第33回MANGA OPEN森高夕次賞受賞作
- ジパング（かわぐちかいじ）
- ジパング 深蒼海流（かわぐちかいじ）：2013年1号 - 2017年51号
- 島耕作の優雅な1日（弘兼憲史）
- シマシマ（山崎紗也夏）
- ジャイアント（山田芳裕）
- 渺々（小川隆章）
- 社宅の人（山本深雪）
- 社長 島耕作（弘兼憲史）
- シャドウ&ライト（松本剛 / 春場洲太夢）
- シャトル・プリンセス（咲香里）：2012年32号 - 2012年33号、2013年39号 - 2013年42号
- ジャパンアズパンパカパン（前川つかさ）
- しゃぼてん（野中英次）
- 写・ラク（永井豪）
- ジャンゴ!（せきやてつじ / アーヴィック（木葉功一））
- 週刊石川雅之（石川雅之）
- 終電ちゃん（藤本正二）：2015年40号 - 2019年41号→『月刊モーニングtwo』に移籍 ※2015年32号に掲載された第67回ちばてつや賞一般部門入選作の連載化
- 祝福王（たかもちげん）
- 重役秘書リナ（楠木あると / 今野いず美）
- 純喫茶のこりび（いとう耐）
- SHO（吉川壽一）
- 上京生活録イチジョウ（福本伸行 / 萩原天晴 / 三好智樹 / 瀬戸義明）：2021年8号 - 2023年7号 ※『カイジ』シリーズのスピンオフ作品、途中から隔週連載
- 勝算（本宮ひろ志 / 田原成貴）
- 翔丸（能條純一）
- 昭和の男（入江喜和）
- じょなめけ（嘉納悠天）
- ショムニ（安田弘之）
- 深海児（伊藤寿規）：2014年45号 - 2014年48号 ※短期集中連載
- 新GoGo!イブニング（風間やんわり）
- 新釈 うああ哲学辞典（須賀原洋行）
- 新鉄人ガンマ（山本康人）
- 心配右衛門（いがらしみきお）
- 新・野球狂の詩（水島新司）
- スイーツ本部長 一ノ瀬櫂（佐々木善章） - 『Dモーニング』新人増刊2014年春号読切 → 『Dモーニング』オリジナル連載作品および2014年38号特別出張（11話を『Dモーニング』と本誌に同時掲載）を経て
- SWEET WHEELS（田中むねよし）
- スインギンドラゴンタイガーブギ（灰田高鴻）：2020年18号 - 2021年31号
- スカイウォーカーズ（小椋冬美）
- すき間にたくじくん（大塚たくじ）
- 数奇者やねん（神江里見 / 尾家行展）
- STRAY CAT（松本太郎）
- STRAIGHT（松本大洋）
- 刷ったもんだ!（染谷みのる）：2020年7号 - 2021年39号→『月刊モーニングtwo』に移籍
- ストロベリー（サライネス）：2018年46号 - 2020年4・5合併号
- 素直な体（東野柚子）：2018年18号 - 2018年24号
- スピナス（楠あると / 清水みなこ）
- 青春の門（いわしげ孝 / 五木寛之）
- セケンノハテマデ（サライネス）：2012年46号 - 2016年8号 ※2013年21・22合併号 - 2015年14号まで隔週連載
- 絶叫教師エディー（高橋のぼる / 末田雄一郎）
- 絶対成功! ホリエモン式飲食店経営（漫画：MICOMICHIHIRO / 原作：三戸政和 / 監修：堀江貴文）：2018年51号 - 2019年7号 ※『サラリーマンは300万円で小さな会社を買いなさい』のスピンオフ作品
- 絶滅世界で食パンを（あおいましろう）：2024年41号 - 2025年31号
- 千客半来（伊藤寿規）
- 葬儀屋の悪だくみ（若林健次 / 原案：二天恭兵）
- 草子ブックガイド（玉川重機）←『月刊モーニングtwo』より移籍
- 相談役 島耕作（弘兼憲史）：2019年38号 - 2022年13号
- 蒼天航路（王欣太 / 李學仁（死去後は「原案」クレジット））
- 俗物王（藤嵜ヒトシ / 鶴屋次桜）
- その「おこだわり」、俺にもくれよ!!（清野とおる）
- 染盛はまだか（清田聡）
- 空男ソラダン（糸川一成）：2017年44号 - 2018年32号
- 空飛ぶアオイ（福島聡）
- それはエノキダ!（須賀原洋行）

#### た行
- ダーウィンクラブ（朱戸アオ）：2021年30号 - 2022年28号→『コミックDAYS』に移籍[26]
- DIRTY CHRIST SUPERSTAR（西山優里子）：2013年45号 - 2013年48号 ※短期集中連載
- 大使閣下の料理人（かわすみひろし / 西村ミツル）
- 大正野郎（山田芳裕）
- 代打屋トーゴー（たかもちげん）
- 大東京ビンボー生活マニュアル（前川つかさ）
- 大と大（本宮ひろ志）
- DIVE MAN（今谷鉄柱）
- 逮捕しちゃうぞ（藤島康介）
- 太陽のドロップキックと月のスープレックス（落合裕介 / ミスター高橋）
- 大漁!まちこ船（三宅乱丈）
- 打撃マン（山本康人）
- たたかなアカン!（青木雄二）
- たぢからお（吉開寛二 / 毛利甚八）
- ダニ（さだやす圭）
- 頼むから静かにしてくれ（六田登）
- 旅の途中（本宮ひろ志）
- 魂のカルテ（ドクター・さいとう）
- 誰も寝てはならぬ（サライネス）
- タロのいちんち（菅原雅雪）
- ダンダリン一〇一（鈴木マサカズ / とんたにたかし）
- チーズスイートホーム（こなみかなた）
- チェーザレ 破壊の創造者（惣領冬実 / 監修：原基晶）
- 地球氷解事紀（谷口ジロー）
- チクホー男子☆登校編（美月うさぎ）※『西日本新聞』筑豊版にて続編『チクホー家族』を連載
- チビチビ（サダカネアイコ）
- 鳥葬のバベル（二宮志郎）：2016年43号 - 2017年27号
- ちゃぶだいケンタ（うめ）
- ちょいとみやげを（栞あじさい）※オムニバス作品[独自研究?]
- 超愛の人（成田アキラ）
- 超人晴子（ジョージ秋山）
- チョコレット（草乃葉子）
- チンパー（花沢健吾）
- 沈黙の艦隊（かわぐちかいじ）
- 月岡脳髄研究所（目白花子）
- つくりばなし Tsukuribana-City（木下晋也）
- 繋がる個体（山本中学）：2015年15号 - 2015年52号
- 鶴ヶ島ハートブレイク（木村喜一）
- ツヨシしっかりしなさい（永松潔）
  - ツヨシしっかり²しなさい（永松潔）
- ディアスポリス 異邦警察（すぎむらしんいち / 脚本：リチャード・ウー）
  - ディアスポリス -異邦警察- 999篇（漫画:すぎむらしんいち / 脚本:リチャード・ウー）：2016年26号 - 2016年35号
- Day Dream Believer（福島聡）
- DINO2（所十三）
- 刑事が一匹…（きたがわ翔）
- テセウスの船（東元俊哉）：2017年30号 - 2019年30号
- 鉄魂道!（安田弘之）
- 鉄人ガンマ（山本康人）
- 鉄腕ガール（髙橋ツトム）
- デビルマンレディー（永井豪とダイナミックプロ）
- デラシネマ（星野泰視）
- telephone（わたせせいぞう）：2014年25号 - 2015年22・23合併号
- テレワァク与太話（山田金鉄）：2022年49号 - 2023年20号
- テロール教授の怪しい授業（石田点 / カルロ・ゼン）：2018年46号 - 2020年15号→『Dモーニング』に移籍
- 天空之狗（永井豪）
- 天狗のらくがき（安井雄一 / 吉川壽一）
- 天高く豊かなり（遊人 / 七三太朗）
- 天のテラス（小椋冬美）
- 東京エデン（わたせせいぞう）
- トゥイン☆クル（白狐堂たまこ）
- 東京怪童（望月ミネタロウ）
- 東京釣人（亘一茂）：2015年11号 - 2015年14号 ※短期集中連載
- 東京トイボックス（うめ）
- 東京秘伝（わたせせいぞう）
- TOKYOブローカー（伊藤ゆう / 楠みちはる）
- 東京 ヘビ女物語（加藤ヒロシ）※第30回MANGA OPEN大賞受賞作『ヘビ女物語』を連載化
- 東周英雄伝（鄭問）
- どうだ貫一（さだやす圭 / 真刈信二）
- どうぶつ大好き本間くんシリーズ（和田フミ江）
- 豆腐屋桶川物語（城としあき）
- 土塊のミミズたち（山中こうじ）
- ときどきサンタ（サンタママス&パパス）
- カバチタレ!シリーズ 特上カバチ -カバチタレ! 2-（東風孝広 / 田島隆）
- Dr.愛助の孤独（わたせせいぞう）
- ドトウの笹口組（若林健次）
- 飛べファッキンバード（フルヤヒロム / 福田陽一郎）
- 虎男さんのお気にいり（永松潔）
- ドラゴン桜（三田紀房）
  - ドラゴン桜2（三田紀房）：2018年8号 - 2021年16号 ※『ドラゴン桜』の続編
- 虎の子がゆく!（郷田マモラ）
- 虎物語（安壽吉）
- 取締役 島耕作（弘兼憲史）
- ドリーム職人（野中英次）
- ドリームラバーズ（みやすのんき）
- とんがらし（桐村海丸）
- ドン・ジョヴァンニ（福山庸治）

#### な行
- Ns'あおい（こしのりょう）
- ないしょのひみこさん（魚戸おさむ）
- 内線893（山本康人）
- なごみさん（宮本福助）
- 夏子の酒（尾瀬あきら）
- 奈津の蔵（尾瀬あきら）
- ナニワ金融道（青木雄二）
- なまずランプ（たかぎ七彦）
- 波の如く（本宮ひろ志）
- なるほどマイフレンド（井浦秀夫）
- なんじゃもんじゃ（伊藤静）
- なんでもツルカメ（犬丸りん）
- 二科てすらは推理しない（PEACH-PIT）：2017年29号 - 2017年36・37号 ※短期集中連載
  - 二科てすらは見つからない：2018年17号 - 2018年25号 ※短期集中連載
- ニース風サラダ（ボードアン）
- 日本奇病同盟（佐多みさき）
- N.Y.レポート（ナンシー）
- 人間入門（石川聖）：2019年12号 - 2019年17号→『コミックDAYS』に移籍
- NAKED 変體累ヶ淵（米餅昭彦 / 杉元伶一）
- ねこだらけ（横山キムチ）
- ねこロジカル（高田三加）
- 熱闘コンドルズ（大島やすいち）
- のんちゃんのり弁（入江喜和）
- のんびり物語（谷岡ヤスジ）

#### は行
- バージンによろしく（守村大 / 史村翔）
- ハーン -草と鉄と羊-（瀬下猛）：2018年2・3合併号 - 2020年12号
- 杯気分!肴姫（入江喜和）
- はいまん（川端一生）
- ハケンの麻生さん（仲川麻子）：2015年2・3合併号 - 2015年26号 ※隔号連載
- VS.アゲイン（中馬孝博）：2017年40号 - 2018年25号
- はじめアルゴリズム（三原和人）：2017年41号 - 2019年50号
- 走れガバチョ!（幸野武史 / 七三太朗）
- 走れ!チコ（戸川水城）
- ハコヅメ〜交番女子の逆襲〜（泰三子）：2017年52号 - 2022年29号
- 箱庭モンスター 〜少女漫画家、ときどき紙袋〜（稚野鳥子）：2023年34号 - 2025年1号
- はたらく細胞BLACK（初嘉屋一生 / 原作：原田重光 / 監修：清水茜）：2018年27号 - 36・37合併号（毎週連載）、2018年45号 - 2019年36・37合併号（隔週連載）、2019年45号 - 2020年35号（月1連載）、2020年52号 - 2021年8号（毎週連載） ※『はたらく細胞』のスピンオフ作品
- はたらく細胞BABY（福田泰宏 / 監修：清水茜）：2019年46号 - 2021年45号 ※『はたらく細胞』のスピンオフ作品
- パチンコ・ドンキホーテ（谷村ひとし）
- ハツカネズミの時間（冬目景）
- ハートカクテル（わたせせいぞう）
- BATMAN JUSTICE BUSTER（清水栄一×下口智裕）：2021年4・5合併号 - 2024年25号
- はな椿（土屋瑞姫）
- ハナドキロード（わたせせいぞう）
- 花のうた（守村大）
- 花村金銀鉄道（仲佐佳郎 / やまさき十三）
- 華和家の四姉妹（柴門ふみ）
- HaHa（押切蓮介）：2015年31号 - 2015年45号
- バーバーハーバー（小池田マヤ）
- はまりんこ（かわすみひろし）
- パラボラ・ニュース（ジェイク杉 / 木谷高康）
- はるか17（山崎さやか）
- ハルジャン（小山宙哉）
- はるまげどん（守村大）
- ハルロック（西餅）：2014年8号読切、2014年19号 - 2015年16号
- POWER FOOL（守村大 / 狩撫麻礼）
- 犯罪心理学（芳井一味）
- 萬歳（鄭問）
- 万歳ハイウェイ（守村大 / オサム）
- 半沢直樹（フジモトシゲキ / 池井戸潤 / 津覇圭一）：2020年9号 - 2021年9号 ※同名小説のコミカライズ
- バンデット -偽伝太平記-（河部真道）：2016年45号 - 2017年48号
- ピアノの森（一色まこと）←『ヤングマガジンアッパーズ』より移籍
- BE FREE!（江川達也）
- へうげもの（山田芳裕）：2005年38号 - 2017年53号
- ヒグさん（青空大地）：2011年49号 - 2012年10号
- Big Hearts ジョーのいない時代に生まれて（林明輝）
- ひつじが一匹（志水辰夫 / 沖一）
- ひどいよ! 沼二郎（業田良家）
- 人の気持ちも知らないで（業田良家）
- ひな（新井英樹）
- 微熱少年（大前田りん / 松本隆）
- ひまあり（上野顕太郎）
- 美魔女の綾乃さん（相原瑛人）：2018年15号 - 2019年24号 ※ショート漫画
- ひまわりっ 〜健一レジェンド〜（東村アキコ）
- ひみつの○グ印観光公司（グレゴリ青山）
- 百人物語（業田良家）
- 百八の恋（畑中純）
- 渺々（小川隆章）
- 氷上のセイリオス（ザザロン亞南） - 「もーたま。」枠より正式連載昇格
- ひらけ駒!（南Q太） - 無料Web雑誌『ベビモフ』に移籍
- ひらばのひと（久世番子 / 講談監修：神田伯山）：2023年8号 - 2025年28号[27]、『モーニング・ツー』から移籍[28]、隔月連載[29]
- BILLY BAT（浦沢直樹 / 長崎尚志プロット共同制作）：2008年46号 - 2016年38号 ※隔週連載 → 集中連載方式[要出典]
- ぶぅ（ラズウェル細木）
- 風子のいる店（岩明均）
- 風介がゆく（大島やすいち / 黒田修平）
- 風太郎不戦日記（勝田文 / 原作：山田風太郎）：2019年36・37合併号 - 2021年32号
- 4D（橘尚毅 / 汐里）：2015年36・37合併号 - 2016年21号
- Forget-me-not（鶴田謙二）
- 蕗のお便り（菅原雅雪）
- 福助（伊藤静）
- ぶっせん（三宅乱丈）
- ぶたいぬ（さだやす圭）
- 部長 島耕作（弘兼憲史）
- ぷっぷちゃん（永松潔 / 鶴屋次楼）
- プラチナ（かわすみひろし）
- プラネテス（幸村誠）
- ブラックジャックによろしく（佐藤秀峰）
- ふらり。（谷口ジロー）
- ブリキ細工のトタン屋根（三山のぼる）
- ブル（水島新司）
- ブル田さん（きくち正太 / 高橋三千綱）
- プロテン（岡村篤 / 岡崎大五）
- 紛争でしたら八田まで（田素弘）：2019年51号 - 2021年42号→『Dモーニング』に移籍
- ぶんぶん（滝直毅 / 峰岸とおる）
- ブンむくれ!!（曽根富美子）
- 平成甘味録 さぼリーマン（アビディ井上 / 萩原天晴）※『さぼリーマン 飴谷甘太朗』と改題して『月刊モーニングtwo』に移籍
- Hey!!ブルースマン（山本おさむ）
- BET（押川雲太朗）
- ベムハンター・ソード（星野之宣）- 不定期連載、『月刊アフタヌーン』へ移籍
- ペンとハウス（家田明歩）：2019年47号 - 2020年44号
- HOY（安壽吉）
- ほいくの王さま（落合さより / 原案協力：HY's）：2015年32号 - 2016年47号→『Palcy』掲載
- 亡国のイージス（福井晴敏 / 横山仁）
- 帽子男シリーズ（上野顕太郎）
- 鬼灯の冷徹（江口夏実）※当初は毎週連載、2014年33号から隔週連載
- 僕が私になるために（平沢ゆうな）：2016年号15号 - 2016年21号 ※短期集中連載
- 僕の小規模な生活（福満しげゆき）
- ぼくの村の話（尾瀬あきら）
- 僕はビートルズ（かわぐちかいじ / 藤井哲夫）
- ボクラハナカヨシ（田中誠）
- ポチ ぽち 保知丸（きたやまようこ）
- ボッチャン（河部真道）：2015年49号 - 2015年52号 ※短期集中連載
- ホテル・ハイビスカス（谷上みい子）
- ポテン生活（木下晋也）※『月刊モーニングtwo』の並行連載も同時終了、『モーニング』公式サイトで『ポテン生活週休2日』として継続
- What's Michael?（小林まこと）
- ポンズ百景（ぽん竜太）
- ほんとかな（大山哲也 / ジョージ・グラダー）

#### ま行
- 麻雀カッパドキア（海谷和秀）
- マーミー（大島やすいち）
- マタギガンナー（Juan Albarran / 藤本正二）
- まっすぐな道でさみしい（いわしげ孝）
- まどからマドカちゃん（福田泰宏）：2017年16号 - 2017年22・23合併号（臨時連載）[要出典]、2017年32号 - 2018年45号
- マドモアゼル モーツァルト（福山庸治）
- 惑わない星（石川雅之）：2016年35号 - 2024年31号←『月刊モーニングtwo』より移籍
- マリー・アントワネット（惣領冬実 / 監修：ヴェルサイユ宮殿）：2016年38号 - 2016年41号
- まるシカク!（さかぐちまや）：2015年20号 - 2015年34号
- マンガ家 夜食研究所（村田雄介）：2016年31号 - 2016年49号
- まんが新白河原人 ウーパ!（守村大）：2015年14号 - 2018年51号
- マントルピースのお天気（滝平加根）
- まんなかのりっくん（土塚理弘）：2017年12号 - 2018年8号
- 万病マージャン（山松ゆうきち）
- まんペン（トミムラコタ）：2024年30号 - 2024年42号→『コミックDAYS』に移籍[30]
- miifa（ひなきみわ）
- 美緒ちゃん100連発（みお）
- 右曲がりのダンディー（末松正博）
- ミスターズ 〜私の町のおじさんたち〜（飛田漱）：2019年43号 - 2020年44号
- 水と銀（吉田基已）
- 水に犬（村上もとか）
- 水の国のアリラン（呉世浩）
- ミツナリズム（鈴木コイチ）：2020年10号 - 2021年28号
- 見つめていたい（雨宮智子）
- 水の色 銀の月（吉田基已）
- ミタライ 探偵御手洗潔の事件記録（原点火 / 島田荘司）
- 宮本から君へ（新井英樹）
- 美童物語（比嘉慂）
- ミリオンジョー（市丸いろは / 十口了至）
- ムーたち（榎本俊二）
- 眼鏡橋華子の見立て（松本救助）：2016年48号 - 2017年6号→『コミックDAYS』に移籍
- メフィスト（三山のぼる）
- メロドラマ（村上もとか）
- メロポンだし!（東村アキコ）
- もう、俺ハエでいいや（大ハシ正ヤ）
- 妄想少女（汐里）※第64回ちばてつや賞一般部門大賞受賞作
- モーニングを作った漫画たち（コージィ城倉）
- 燃える秋（三山のぼる）
- モンスターフェイク（伊藤静）

#### や行
- 八百森のエリー（仔鹿リナ）：2017年43号 - 2018年38号→『漫画 on Web』に移籍 ※当初は毎週連載
- 山本益博の東京1000円グランプリ（山本益博）
- やわらかい。 課長起田総司（カレー沢薫）
- 油断ちゃん（吉田戦車）
  - 油断ちゃんラグジュアリー（吉田戦車）
- ユニ（黄美那）
- 夢てふものは頼みそめてき Daydream Believers（灰田高鴻）：2022年32号 - 2023年13号→『Dモーニング』・『コミックDAY』に移籍[31]
- 夢みる玉子（犬丸りん / 野々山義高）
- ゆらりうす色（英語版）（やまだ紫）
- ユーリ（イゴルト）
- よしえサンち（須賀原洋行）
- 吉原プラトニック（藤川よつ葉 / オキモト・シュウ）：2021年51号 - 2023年7号
- 呼出し一（中村明日美子）※隔週連載
- ヨリが跳ぶ（ヒラマツ・ミノル）

#### ら行
- LA CALACA（澤井健）
- ライカとオチンパン（青空大地）
- ライスショルダー（なかいま強）
- ラキア（Boichi / 矢島正雄）
- ラッキーマイン（鈴木マサカズ）
- ラティーノ♥（おおひなたごう）
- Love Planet（松本太郎）
- ランド（山下和美）※当初は不定期連載
- リーチマン（米田達郎）
- リーマンギャンブラーマウス（高橋のぼる）
- リヴィングストン（片岡人生 / 前川知大）
- リエゾン -こどものこころ診療所-（ヨンチャン / 竹村優作 / 杉山登志郎）：2020年14号 - 2025年31号
- リズム（山本康人）
- リバーベッド（青井ぬぬ / 磯部涼）：2022年51号 - 2023年50号
- ReMember（王欣太）
- ルシフェルの右手（芹沢直樹）
- ルビー・ザ・キッド（木葉功一）
- 流浪青年シシオ（加藤伸吉）
- 瑠璃の波風・海江田四郎青春譜（かわぐちかいじ）
- REGGIE（ヒラマツ・ミノル / GUY JEANS）
- レジより愛をこめて 〜レジノ星子〜（曽根富美子）：2014年27号読切、2014年40号 - 2015年6号
- レッド（萩原玲二）
- レベレーション（啓示）（山岸凉子）：2015年4・5合併号 - 2020年48号 ※隔月連載
- レンアイ漫画家（山崎紗也夏 / 原案協力：西田大輔（AND ENDLESS））
- レンタルなんもしない人（プクプク / 原案：レンタルなんもしない人）：2019年16号 - 2019年29号
- 連版画（畑中純）
- 老人賭博（すぎむらしんいち / 松尾スズキ）
- ロサリオ（マルドナド）

#### わ行、ん
- ワーク・イット・ブラック —独立行政法人サラリーマン保存委員会—（若里実）：2014年42号 - 2014年44号 ※短期集中連載
- ワールド イズ ダンシング（三原和人）：2021年17号 - 2022年48号
- わたしはあい（外薗昌也）
- ワニ男爵（岡田卓也）：2017年33号 - 2018年23号
- ワニの初恋（福本伸行）
- ONE EYED JACK（アンソニー・ゼアハット）
- ワンオペJOKER（後藤慶介 / 原作：宮川サトシ）：2021年6号 - 2023年18号
- ンダスゲマイネ。 太宰治 蒼春篇（楠木あると）

#### 漫画以外
- 空白を満たしなさい（平野啓一郎、イラスト：鎌谷悠希） - 小説
- くつだる。＋（ゴトウマサフミ他による週替わりリレー執筆） - 架空の図鑑ふうの作品
- 新白河原人（守村大） - イラストコラム
- 負ける技術（カレー沢薫） - コラム。過去に『月刊モーニングtwo』でも連載
- モダンタイムス（伊坂幸太郎、イラスト：花沢健吾） - 小説

#### 更新が終了したモーニング公式サイト連載作品
『モアイ』開設後に開始し終了した作品。
- インドでキャバクラ始めました（笑）（沼津マリー）
- 西遊筋（OTOSAMA）
- 生活（福満しげゆき） - 『アックス』（青林工藝舎）より移籍
- そのオムツ、俺が換えます Sサイズ（宮川サトシ） - 『ベビモフ』と併行して掲載
- それゆけ!海賊くん（猪乙くろ） - 『イブニング』連載『海賊とよばれた男』（須本壮一 / 百田尚樹）のスピンオフ4コマ漫画
- 中川いさみのマンガ家再入門（中川いさみ）
- ふんばれ、がんばれ、ギランバレー!（たむらあやこ）
- ペン太のこと（片倉真二） - 著者個人サイト上で発表された漫画のリメイク作品
- ボーイニートガール（加藤寛之、イラスト：アゴアニキ） - ライトノベル作品
- ポテン生活（木下晋也）『モーニング』本誌・『月刊モーニングtwo』並行連載から単独連載を経て終了
- 毎日カラスヤサトシ（カラスヤサトシ）
- みつばのひと（オカヤイヅミ）
- 無限島（中川悠京）
- ヤミの乱破（細野不二彦） - 『イブニング』より移籍

旧モーニング公式サイトより継続後に終了した作品。
- かたくり（マイカタ）
- ZUCCA×ZUCA（はるな檸檬）
- 独身OLのすべて（まずりん）
- 2DK（竹内佐千子）
- みかこさん（今日マチ子）

#### 更新が終了したDモーニングオリジナル連載作品
- 仮面ライダーアマゾンズ外伝 蛍火（石ノ森章太郎 / 真じろう / 小林靖子）
- シドニアの騎士 Rebirth（弐瓶勉）
- 就職難!! ゾンビ取りガール（福満しげゆき） - 『日本のアルバイト』（『アックス』（青林工藝舎）33号 → 『モーニング』2011年44号 - 45号前後編読切）のリメイク作品、本誌より移籍
- 昭和元禄落語心中（雲田はるこ） - 『ITAN』初出作品の再掲
- ファンタジウム（杉本亜未） - 『月刊モーニングtwo』より移籍、月一更新

## 映像化作品

### アニメ化
| 作品                                                    | 放送年                      | アニメーション制作 | 備考                                       |
| ------------------------------------------------------- | --------------------------- | --- | ------------------------------------------ |
| ハートカクテル                                          | 1986年-1988年（日本テレビ） | メルヘン社 | OVAあり                                    |
| ハートカクテル                                          | 2023年（NHK）               | | OVAあり                                    |
| ホワッツマイケル                                        | 1988年-1989年               | スタジオ古留美 アニメフレンド きのプロ スタジオジュニオ スタジオエニィワン スタジオ童夢 シャフト ランダム ACプロダクション | OVAあり                                    |
| クッキングパパ                                          | 1992年-1995年               | エイケン サンシャインコーポレーション                                                                                      |                                            |
| 読むと強くなる横綱漫画 ああ播磨灘                       | 1992年                      | イージー・フイルム |                                            |
| ツヨシしっかりしなさい                                  | 1992年                      | スタジオコメット | 映画あり                                   |
| 沈黙の艦隊                                              | 1996年                      | サンライズ | OVAあり                                    |
| 逮捕しちゃうぞ                                          | 1996年-1997年（第1期）      | スタジオディーン | OVA、映画あり                              |
| 逮捕しちゃうぞ                                          | 1999年（特別編1）           | スタジオディーン | OVA、映画あり                              |
| 逮捕しちゃうぞ                                          | 2001年（第2期）             | スタジオディーン | OVA、映画あり                              |
| 逮捕しちゃうぞ                                          | 2002年（特別編2）           | スタジオディーン | OVA、映画あり                              |
| 逮捕しちゃうぞ                                          | 2007年-2008年（第3期）      | スタジオディーン | OVA、映画あり                              |
| デビルマンレディー                                      | 1998年-1999年               | キョクイチ東京ムービー |                                            |
| プラネテス                                              | 2003年-2004年               | サンライズ |                                            |
| ジパング                                                | 2004年-2005年               | スタジオディーン |                                            |
| 働きマン                                                | 2006年                      | ぎゃろっぷ |                                            |
| エレキング                                              | 2007年                      | 瑞鷹 |                                            |
| チーズスイートホーム                                    | 2008年（第1期）             | マッドハウス |                                            |
| チーズスイートホーム                                    | 2009年（第2期）             | マッドハウス |                                            |
| チーズスイートホーム                                    | 2016年-2017年（第3期）      | マーザ・アニメーションプラネット                                                                                           |                                            |
| チーズスイートホーム                                    | 2018年（第4期）             | マーザ・アニメーションプラネット                                                                                           |                                            |
| チーズスイートホーム                                    | 2024年（第5期）             | マーザ・アニメーションプラネット                                                                                           |                                            |
| 蒼天航路                                                | 2009年                      | マッドハウス |                                            |
| GIANT KILLING                                           | 2010年                      | スタジオディーン |                                            |
| へうげもの                                              | 2011年-2012年               | ビィートレイン |                                            |
| 課長島耕作                                              | 2011年                      | 蛙男商会、DLE | 『ユルアニ?』（日本テレビ）の1作として放送 |
| 宇宙兄弟                                                | 2012年-2014年               | A-1 Pictures | 映画あり                                   |
| ゴン                                                    | 2012年-2013年（第1期）      | 大元メディア |                                            |
| ゴン                                                    | 2015年（第2期）             | 大元メディア |                                            |
| 鬼灯の冷徹                                              | 2014年（第1期）             | WIT STUDIO | OADあり                                    |
| 鬼灯の冷徹                                              | 2017年-2018年（第2期）      | スタジオディーン | OADあり                                    |
| くつしたがだるだるになっちゃうわけ 〜イマドキ妖怪図鑑〜 | 2014年-2015年               | エッグ |                                            |
| グラゼニ                                                | 2018年（第1期・第2期）      | スタジオディーン |                                            |
| ピアノの森                                              | 2018年（第1シリーズ）       | ガイナ |                                            |
| ピアノの森                                              | 2019年（第2シリーズ）       | ガイナ |                                            |
| はたらく細胞BLACK                                       | 2021年                      | ライデンフィルム | 『はたらく細胞』のスピンオフ               |
| ハコヅメ〜交番女子の逆襲〜                              | 2022年                      | マッドハウス |                                            |
| この会社に好きな人がいます                              | 2025年                      | BLADE |                                            |
| ボールパークでつかまえて!                               | 2025年                      | EMTスクエアード |                                            |
| CITY                                                    | 2025年                      | 京都アニメーション |                                            |
| 出禁のモグラ                                            | 2025年                      | ブレインズ・ベース |                                            |
| ふたりソロキャンプ                                      | 2025年                      | SynergySP |                                            |

| 作品       | 公開年 | アニメーション制作 | 備考 |
| ---------- | ------ | ------------------ | ---- |
| ピアノの森 | 2007年 | マッドハウス       |      |

| 作品         | 発売年 | アニメーション制作 | 備考 |
| ------------ | ------ | ------------------ | ---- |
| 気分は形而上 | 1994年 | グループ・タック   |      |

### ドラマ化
| 作品                                | 放送年                         | 制作                                               | 備考                                                                      |
| ----------------------------------- | ------------------------------ | -------------------------------------------------- | ------------------------------------------------------------------------- |
| ホワッツマイケル                    | 1986年（第1作）                | フジテレビ、泉放送制作                             | 月曜ドラマランド枠のSP番組                                                |
| ホワッツマイケル                    | 1987年（第2作）                | フジテレビ、泉放送制作                             | 月曜ドラマランド枠のSP番組                                                |
| ハートカクテル                      | 1987年 - 1988年（いずれもSP）  | 日本テレビ                                         |                                                                           |
| ツヨシしっかりしなさい              | 1989年                         | 日本テレビ                                         |                                                                           |
| 課長島耕作                          | 1993年-1998年（第1作）         | フジテレビ、共同テレビ                             |                                                                           |
| 課長島耕作                          | 2008年（第2作）                | 日本テレビ                                         |                                                                           |
| 課長島耕作                          | 2018年（第3作）                | R.I.S Enterprise                                   |                                                                           |
| 夏子の酒                            | 1994年                         | フジテレビ                                         |                                                                           |
| ナニワ金融道                        | 1996年-2015年（いずれもSP）    | フジテレビドラマ制作センター                       |                                                                           |
| のんちゃんのり弁                    | 1997年（第1シリーズ）          | 中部日本放送                                       |                                                                           |
| のんちゃんのり弁                    | 1998年（第2シリーズ）          | 中部日本放送                                       |                                                                           |
| ショムニ                            | 1998年（第1シリーズ・SP第1弾） | フジテレビジョン                                   |                                                                           |
| ショムニ                            | 2000年（SP第2弾・第2シリーズ） | フジテレビジョン                                   |                                                                           |
| ショムニ                            | 2002年（第3シリーズ）          | フジテレビジョン                                   |                                                                           |
| ショムニ                            | 2003年（SP第3弾）              | フジテレビジョン                                   |                                                                           |
| ショムニ                            | 2013年（第4シリーズ）          | フジテレビジョン                                   |                                                                           |
| カバチタレ!                         | 2001年（第1作）                | フジテレビ                                         |                                                                           |
| カバチタレ!                         | 2010年（第2作）                | TBSテレビ                                          |                                                                           |
| サイコドクター                      | 2002年                         | 日本テレビ                                         |                                                                           |
| 天才柳沢教授の生活                  | 2002年                         | フジテレビ                                         |                                                                           |
| 逮捕しちゃうぞ                      | 2002年                         | テレビ朝日、AVEC                                   |                                                                           |
| 警察署長                            | 2002年-2005年                  | テレパック、TBS                                    | ナショナル劇場枠のSP番組                                                  |
| ブラックジャックによろしく          | 2003年                         | TBSエンタテインメント                              | SPあり                                                                    |
| 検察官キソガワ                      | 2005年                         | テレビ東京、BSジャパン、ファインエンターテイメント | 地上波では水曜ミステリー9枠のSP番組（初出はBSジャパン）                   |
| はるか17                            | 2005年                         | テレビ朝日、ホリプロ                               |                                                                           |
| ドラゴン桜                          | 2005年（第1シリーズ）          | MMJ、TBS                                           |                                                                           |
| ドラゴン桜                          | 2010年（韓国版）               | DRAMA HOUSE                                        |                                                                           |
| ドラゴン桜                          | 2021年（第2シリーズ）          | TBS                                                |                                                                           |
| Ns'あおい                           | 2006年                         | フジテレビ、共同テレビ                             | SPあり                                                                    |
| 働きマン                            | 2007年                         | 日テレ                                             |                                                                           |
| おせん                              | 2008年                         | オフィスクレッシェンド                             |                                                                           |
| クッキングパパ                      | 2008年                         | テレビ西日本                                       | 金曜プレステージ枠のSP番組                                                |
| 神の雫                              | 2009年                         | 日本テレビ                                         |                                                                           |
| 福助                                | 2010年                         | 東海テレビ放送、共同テレビジョン                   |                                                                           |
| エンゼルバンク-ドラゴン桜外伝-      | 2010年                         | テレビ朝日、MMJ                                    |                                                                           |
| シマシマ                            | 2011年                         | TBS                                                |                                                                           |
| 華和家の四姉妹                      | 2011年                         | TBSテレビ                                          |                                                                           |
| 主に泣いてます                      | 2012年                         | フジテレビ                                         |                                                                           |
| ダンダリン一〇一                    | 2013年                         | 日本テレビ                                         |                                                                           |
| 大使閣下の料理人                    | 2015年                         | フジテレビ                                         |                                                                           |
| コウノドリ                          | 2015年（第1シリーズ）          | TBSテレビ                                          |                                                                           |
| コウノドリ                          | 2017年（第2シリーズ）          | TBSテレビ                                          |                                                                           |
| サイレーン                          | 2015年                         | 関西テレビ放送                                     |                                                                           |
| その「おこだわり」、俺にもくれよ!!  | 2016年                         | テレビ東京                                         |                                                                           |
| ディアスポリス 異邦警察             | 2016年                         | 東京テアトル                                       | 映画あり                                                                  |
| インベスターZ                       | 2018年                         | テレビ東京                                         |                                                                           |
| この女に賭けろ                      | 2019年                         | テレビ東京、メディアミックス・ジャパン             |                                                                           |
| 節約ロック                          | 2019年                         | AXON、ギークサイト                                 |                                                                           |
| きのう何食べた?                     | 2019年（シーズン1）            | テレビ東京、松竹                                   | 映画あり                                                                  |
| きのう何食べた?                     | 2020年（SP）                   | テレビ東京、avex pictures                          | 映画あり                                                                  |
| きのう何食べた?                     | 2023年（シーズン2）            | テレビ東京、avex pictures                          | 映画あり                                                                  |
| マンガ サ道〜マンガで読むサウナ道〜 | 2019年（シーズン1・年末SP）    | テレビ東京、イースト・ファクトリー                 | 2014年42号読切（「プレミアム読み切り劇場REGALO」枠） を経てテレビドラマ化 |
| マンガ サ道〜マンガで読むサウナ道〜 | 2021年（冬SP・シーズン2）      | テレビ東京、イースト・ファクトリー                 | 2014年42号読切（「プレミアム読み切り劇場REGALO」枠） を経てテレビドラマ化 |
| ミリオンジョー                      | 2019年                         | テレビ東京、東映ビデオ                             |                                                                           |
| 決してマネしないでください。        | 2019年                         | NHK、大映テレビ                                    |                                                                           |
| テセウスの船                        | 2020年                         | 大映テレビ、TBSテレビ                              |                                                                           |
| ひまわりっ 〜健一レジェンド〜       | 2020年                         | テレビ宮崎、ホリプロ                               | SPあり                                                                    |
| イチケイのカラス                    | 2021年                         | フジテレビ第一制作室                               | SP、映画あり                                                              |
| レンアイ漫画家                      | 2021年                         | フジテレビ                                         |                                                                           |
| ハコヅメ〜交番女子の逆襲〜          | 2021年                         | 日テレアックスオン（協力）                         |                                                                           |
| あせとせっけん                      | 2022年                         | 毎日放送                                           |                                                                           |
| 個人差あり〼                        | 2022年                         | 東海テレビ放送、共同テレビジョン                   |                                                                           |
| リエゾン -こどものこころ診療所-     | 2023年                         | テレビ朝日、MMJ                                    |                                                                           |
| アンメット-ある脳外科医の日記-      | 2024年                         | 関西テレビ、MMJ（協力）                            |                                                                           |
| 焼いてるふたり                      | 2024年                         | 読売テレビ、AOI Pro.                               |                                                                           |
| ふたりソロキャンプ                  | 2025年                         | TOKYO MX、ヘッドクォーター                         |                                                                           |

| 作品   | 配信年 | 制作                                                                                     | 備考 |
| ------ | ------ | ---------------------------------------------------------------------------------------- | ---- |
| 神の雫 | 2022年 | Hulu、レジェンダリー・テレビジョン、ダイナミック・テレビジョン、フランス・テレヴィジオン |      |

| 作品     | 放送年          | 制作 | 備考 |
| -------- | --------------- | ---- | ---- |
| 半沢直樹 | 2013年（第1作） | TBS  |      |
| 半沢直樹 | 2020年（第2作） | TBS  |      |

- 掲載誌を移籍後にテレビドラマ化された作品だと『さぼリーマン 飴谷甘太朗』がある。
- コミックスの出版社を移籍後にテレビドラマ化された作品だと『ぶっせん』、『東京トイボックス』、『宮本から君へ』がある。

### 実写映画化
| 作品                   | 公開年                   | 監督       | 配給                 | 備考          |
| ---------------------- | ------------------------ | ---------- | -------------------- | ------------- |
| BE FREE!               | 1986年                   | 中田新一   | 東映                 |               |
| おかしな2人            | 1988年                   | 大林宣彦   | アートリンクス       |               |
| 右曲がりのダンディー   | 1989年                   | 那須博之   | 東映                 |               |
| 課長島耕作             | 1992年                   | 根岸吉太郎 | 東宝                 |               |
| 大いなる完             | 1998年                   | 高橋伴明   | CIA                  |               |
| ナニワ金融道           | 2005年（第1作）          | 茅根隆史   | アートポート         |               |
| ナニワ金融道           | 2022年（第2作（全3話）） | 藤澤浩和   | ティ・ジョイ         |               |
| のんちゃんのり弁       | 2009年                   | 緒方明     | キノフィルムズ       |               |
| 宇宙兄弟               | 2012年                   | 森義隆     | 東宝                 |               |
| U-31                   | 2016年                   | 谷健二     | トキメディアワークス |               |
| 逆光の頃               | 2017年                   | 小林啓一   | SPOTTED PRODUCTIONS  |               |
| ギャングース           | 2018年                   | 入江悠     | キノフィルムズ       |               |
| 子供はわかってあげない | 2021年                   | 沖田修一   | 日活                 |               |
| 沈黙の艦隊             | 2023年                   | 吉野耕平   | 東宝                 | Webドラマあり |

## 発行部数
- 1982年 創刊号：80万部[1]
- 2003年 66万部
- 2004年（2003年9月 - 2004年8月） 584,167部[32]
- 2005年（2004年9月 - 2005年8月） 462,979部[32]
- 2006年（2005年9月 - 2006年8月） 437,232部[32]
- 2007年（2006年9月 - 2007年8月） 413,300部[32]
- 2008年（2007年10月 - 2008年9月） 395,722部[32]

|        | 1〜3月     | 4〜6月     | 7〜9月     | 10〜12月   |
| ------ | ---------- | ---------- | ---------- | ---------- |
| 2008年 |            | 394,292 部 | 386,750 部 | 377,750 部 |
| 2009年 | 368,667 部 | 359,925 部 | 351,250 部 | 345,770 部 |
| 2010年 | 342,000 部 | 338,167 部 | 335,308 部 | 333,300 部 |
| 2011年 | 329,385 部 | 317,084 部 | 313,250 部 | 311,000 部 |
| 2012年 | 309,693 部 | 307,500 部 | 303,000 部 | 300,000 部 |
| 2013年 | 299,000 部 | 297,817 部 | 291,050 部 | 286,020 部 |
| 2014年 | 283,218 部 | 279,977 部 | 273,750 部 | 268,334 部 |
| 2015年 | 262,667 部 | 257,125 部 | 250,692 部 | 247,025 部 |
| 2016年 | 236,292 部 | 227,808 部 | 219,800 部 | 213,655 部 |
| 2017年 | 210,777 部 | 208,358 部 | 206,650 部 | 201,525 部 |
| 2018年 | 195,058 部 | 184,696 部 | 179,242 部 | 174,867 部 |
| 2019年 | 171,300 部 | 168,575 部 | 164,592 部 | 161,700 部 |
| 2020年 | 157,425 部 | 150,650 部 | 146,708 部 | 143,704 部 |
| 2021年 | 140,867 部 | 139,913 部 | 135,965 部 | 126,045 部 |
| 2022年 | 119,223 部 | 112,800 部 | 107,750 部 | 99,600 部  |
| 2023年 | 95,846 部  | 90,000 部  | 85,542 部  | 82,733 部  |
| 2024年 | 80,250 部  | 77,033 部  | 74,800 部  | 73,350 部  |
| 2025年 | 70,717 部  | 70,400 部  |            |            |

## Dモーニング
『週刊Dモーニング』は、『モーニング』の電子版である。毎週木曜午前0時に配信。
サブスクリプション方式を取っており、利用には、有料会員登録、月額利用料500円（税込）を必要とする。
紙媒体の『モーニング』とは、一部内容が異なり、『バガボンド』などは掲載されていないが、『あせとせっけん』『MOGUMOGU食べ歩きくま』『テロール教授の怪しい授業』など本誌でしか読めない作品もある。
”毎日連載”企画のマンガは、有料会員は公開中の話は読み放題となる。毎日午前0時配信。

## モーニングKC
モーニングKCは、『モーニング』『月刊モーニングtwo』に掲載された作品を主に収録する漫画単行本レーベル。1983年8月13日創刊、新刊は毎月23日頃発売。
『おかしな2人』（やまさき十三、さだやす圭）、『男たち』（ちばてつや）、『ブリキ細工のトタン屋根』（三山のぼる）、『雨ニモ負ケズ』（川崎のぼる）が最初に発行された。
コード番号は、モーニングKC○○という形で表記され、背表紙上部や奥付などに載せられる。創刊時にKC1で始まるタイプとKC1001から始まるタイプの2種類が用意され、それぞれが発行順番で1,2,3…、1001,1002,1003…というように割り振られていった。現在ではKC1で始まるタイプのものが1000まで達してしまい、両者の区別なく番号が割り振られている。

### 関連レーベル
パーティーKC
『モーニングパーティー増刊』掲載作品を主に収録。1987年12月17日に『逮捕しちゃうぞ』（藤島康介）『東京バンパイヤ』（目白花子）が最初に発行された。モーニングパーティー増刊廃刊後も、『月刊アフタヌーン』に移籍された一部作品（『ワッハマン』（あさりよしとお）など）はパーティーKCとして継続して発行された。全64冊が発行され、1999年5月21日の『ワッハマン』最終巻発行に伴い廃止。
モーニングオープンKC
『モーニングオープン増刊』掲載作品などを収録。1996年5月23日に『重役秘書リナ』（今野いず美、楠本あると）『打撃マン』（山本康人）が最初に発行された。初期はオープンKCという名が使われた。全22冊が発行され、現在は廃止。
ワイドKCモーニング
汎用レーベルワイドKCのモーニング版。A5判の単行本。
モーニングKCDX
汎用レーベルKCDXのモーニング版。特装単行本。
モーニング・オールカラー・コミックブック
モーニングKCのオールカラー版。

## 新人賞
- ちばてつや賞「一般部門」
- MANGA OPEN